# Saint-Vivien-de-Médoc
Saint-Vivien-de-Médoc é uma comuna francesa na região administrativa da Nova Aquitânia, no departamento da Gironda. Estende-se por uma área de 29,14 km². Em 2010 a comuna tinha 1 813 habitantes (densidade: 62,2 hab./km²).